# Llibre de la Vaca Celestial

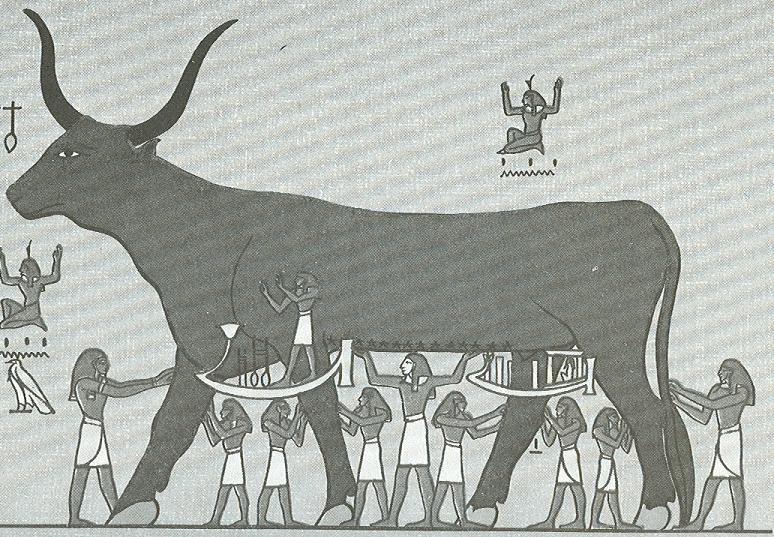
La deessa celeste Nut representada com una vaca i recolzada per les vuit entitats divines Heh.

El  "Llibre de la Vaca Sagrada"  o  "Llibre de la Vaca Celestial" és un text de l'antic Egipte que probablement es va originar durant el període d'Amarna i, en part, descriu les raons de l'estat imperfecte del món com a resultat de la rebel·lió de la humanitat contra el suprem déu del sol Ra.
El càstig diví va ser infligit per la deessa Athor. Els supervivents d'aquest càstig pateixen per la separació de Ra, que ara residirà al cel a la part posterior de la vaca celestial Nut. Amb aquesta "caiguda", el sofriment i la mort van entrar al món. És la fracturació dins la unitat original de la creació.

## Teories sobre el seu origen
El "Llibre de la Vaca Divina" potser va tenir el seu origen en els mites sobre la creació narrats en els Textos de les Piràmides, on es trobarien indicis del llibre, essent desenvolupada la idea posteriorment durant el Nou Regne quan es va fer servir per explicar la mort i el sofriment en una creació imperfecta. En aquesta línia estan els estudiosos que han vist que la seva temàtica té similitud amb altres històries més desenvolupades de la destrucció de la humanitat, com les de Mesopotàmia i la de la Bíblia que tracta el mite del Diluvi universal.
Altres creuen que aquest text va sorgir de la necessitat de donar forma a una teodicea, és a dir com una explicació justificada de l'existència dels déus.
Un tercer grup el formen els qui creuen que només es tracta d'un text màgic i s'hauria creat per assegurar l'ascensió del faraó cap al cel. Si així fos, el seu origen podria donar-se durant el regnat d'Akhenaton, el faraó que va gosar de fer canvis trencant amb les tradicions religioses.

## Datació
Pel que fa a la datació els experts es guien tenint en compte dos aspectes: la data dels llocs on s'ha trobat el text i el període històric en què es feia servir el tipus d'escriptura emprat.
Encara que el text es registra en el període de l'Imperi Nou, està escrit en llenguatge egipci mitjà, per tant, els textos que ens han arribat podrien ser còpies d'un text més antic que podria haver estat escrit durant el període de l'Imperi Mitjà.

## Localització
La forma més antiga del llibre és un fragment en la decoració del primer sarcòfag de Tutankamon.
El text pot trobar-se, escrit en la seva forma completa, als murs de les cambres mortuòries de quatre faraons del Regne Nou: Seti I, Ramsès II, Ramsès III i Ramsès IV. A la tomba de Ramsès VI hi ha un fragment del llibre.

## Contingut
A simple vista el text es divideix en dues meitats, enmig de les dues està la imatge de la vaca i el seu seguici, és a dir, la deessa Nut com a personificació del cel i altres deus, entre ells Shu.
Alguns estudiosos suggereixen però que es podria dividir en quatre seccions. La primera secció consistiria en la descripció de la "Destrucció de la humanitat", en la qual els humans conspiren contra Ra. Després de consultar amb els altres deus decideix enviar la deessa Athor en forma del violent ull de Ra per a massacrar els rebels portant la mort al món. Ra salva la resta de la humanitat vessant cervesa perquè Athor pensi que es tracta de la sang dels que ha matat i quan se la beu acabi èbria. Les altres seccions tractarien de la retirada de Ra cap al cel, organitzant l'inframón perquè esdevingui la morada dels morts. El déu suprem, Ra, es transforma ara en molts cossos celestials; crea els "Camps del Paradís" per als morts benaurats, probablement nomena Geb com el seu hereu, concedeix el seu poder sobre la humanitat a Osiris,a Thoth (que governa sobre el cel nocturn fent de suplent de Ra) a Shu i als déus de forma antropomorfa anomenats Heh, per a serveixin a la deessa celestial Nut.
Finalment narra la teologia amb relació a l'antic concepte d'ànima, el ba.
Al llibre es descriu també la forma de representar la vaca divina perquè pugui protegir adequadament el difunt amb les seves quatre potes els punts cardinals i s'especifiquen encanteris i fórmules màgiques de protecció.

## Traduccions
El 1876, Edouard Naville va publicar dues traduccions, una anglesa i una en francès del text que s'havia trobat a la tomba de Seti I.
Amb la descoberta de la tomba de Ramsès III el 1885 es van editar noves còpies. El 1881 Heinrich Brugsch va publicar la primera versió en alemany del llibre.
Després van haver més traduccions: la de Charles Maystre il 1941, la d'Alexandre Piankoff el 1955, i la d'Erik Hornung els anys 1983 i 1991.